# サイクロンZ (お笑い芸人)
サイクロンZ（本名：石塚 秀俊（いしづか ひでとし）、1977年5月22日（48歳）- ） は、日本のピン芸人である。北海道根室市出身。東京NSC3期生。太田プロダクション所属。R-1ぐらんぷり2009・2012ファイナリスト。

## 来歴・人物
小学3年生の頃に志村けんに憧れたことがきっかけで、お笑いを目指すようになる。小学生の時から『逆切れダンス』などの芸を校内で披露していた。
東京アナウンス学院芸能バラエティ科卒業。東京NSC3期生出身。
過去に『エスカロップ』というコンビで活動（2001年1月 - 2005年12月。当時の相方の高橋且征はその後「ポケットパラダイス」（SMA HEET Projectを経てビッグワールド所属）というコンビで活動）。なお、これを含めて高校卒業後に組んだコンビは35組ほどあったという。
芸名は「サイクロンのように旋風を巻き起こせるように」ということと、何度コンビを組んでもうまくいかなかった経緯を踏まえて「芸人としてこれが最後のつもり」という意味で、ラテン文字アルファベットの最後の字のZを付けたという。所属事務所は素敵なサムスィングからフリー、2008年2月より太田プロダクション。
同じコスチューム系ピン芸人のゴー☆ジャスとは、10年以上前から友人関係にあるとのことで、互いにイベントに出演したり、プライベートでもかなり深い交流がある様子がゴー☆ジャスのブログに頻繁に記事として上がっている。
また、つるの剛士に似ているといわれていたが、サングラスを取ると似ていない。

## キャラクター設定上のプロフィール
- 身長319600mmz、体重31960kz、年齢3196歳。出身はCYCLONE星。
- 3196は、3（サ）1（イ）9（ク）6（ロ）とかけてある。
- 趣味はマジック、特技はアニメーションダンスである。

## 芸風
- "前向き戦士"を自称するキャラクターがあり、困っている人のことやトラブル、悩みを聞きつけたときに駆けつけ、それらを解決するという設定のコントを演じる。これについては、音楽に乗ってダンスをした後に｢必殺! サイクロ〜ン、○○○!｣と言って解決編に入り、解決したあとで｢サイクロ〜ン、Z!｣と言って横を向いて｢Z｣をかたどったポーズをとる、という流れが主である。
- 最近では、様々な行動パターンなどをダンスで表現し、それを音楽に乗せて表現する(行動と歌詞がかかっている)といったネタがある。なおこのネタの形はかつての底ぬけAIR-LINEの持ちネタに類似している為、R-1出場前にメンバーの古坂大魔王からアドバイスをもらっている[5]。
  - このネタで、R-1ぐらんぷり2009でも決勝進出を果たし、見事6位に輝いた。しかし、やはり著作権上の問題があるため、DVDではネタの大半をカットされ、あまりにもカット箇所が多いためにナレーションでごまかさざるをえない状態となっている。
- この他、最近では｢まだ人前では見せられないレベルのマジックをダンスを織り交ぜながら勢いとノリでやってみる｣というネタも披露している。R-1ぐらんぷり2012にもこのネタで3年ぶりの決勝進出を果たした。同じマジックネタでは、事前録音の効果音を使って「子供に突っ込まれるマジシャン」のネタ、肩身の狭い老男性に扮しマジックをしながら「自虐あるある」を呟くネタも披露している。

## 出演

### テレビ
- 爆笑トライアウト（NHK総合、2009年9月5日）
  - 会場審査で2位（469TP）となり、オンバト挑戦権獲得。視聴者投票は3位（1434票）。
- 爆笑オンエアバトル（NHK総合、2009年9月25日）戦績0勝1敗 最高353KB
- オンバト+（NHK総合）戦績2勝3敗 最高469KB
- R-1ぐらんぷり2009（関西テレビ・フジテレビ）決勝進出、キャッチコピーは「あっぱれ!ダンシングヒーロー」
- 出張!レッドカーペット（フジテレビ、2008年8月11日）キャッチコピーは「笑いのスーパーヒーロー参上!」 ノンスモーキン、ラフ・コントロールと共に爆笑レッドカーペット出演権を獲得した。
- 爆笑レッドカーペット（フジテレビ）キャッチコピーは「笑いのスーパーヒーロー参上!」→「笑いのダンシングヒーロー」、2009年2月25日放送分でレッドカーペット賞受賞。コラボカーペットで5GAPと共演。
- 王笑2008（メ〜テレ、2008年12月26日）
- 新春ピンクカーペット（フジテレビ）キャッチコピーは「笑いのスーパーヒーロー参上!」
- ぐるぐるナインティナイン（日本テレビ）『おもしろ荘へいらっしゃい』コーナー（テレビ初出演）
- エンタの天使（日本テレビ）キャッチコピーは「お悩み解決!前向き戦士」
- もりすぎ★パンチ（東海テレビ）
- 爆笑一番（秋田テレビ）
- お笑いDynamite!こどもの日直前SP（TBSテレビ、2009年5月3日・2009年12月29日）キャッチコピーは「謎のスーパーヒーロー」
- SUPER SURPRISE（日本テレビ、2009年6月12日）
- ショーバト!（日本テレビ）- 2010年6月1日『ミニバト!』
- 新世紀ネタキング決定戦（TOKYO MX）- 2011年2月10日
- ピラメキーノ（テレビ東京）- 2011年5月20日、2011年6月2日『バカウケコドモ-1GP』
- オールスター後夜祭（2019年4月7日[6]、TBS）
- 2022年（令和4年）NHK『超絶神業！マジックバトル新春ＬＩＶＥ』に出演。
- ラヴィット!  (2022年10月18日[7]、TBS)

### ラジオ
- RADICAL LEAGUE（FM-FUJI）「深夜の弁明」コーナー

### DVD
- R-1ぐらんぷり2006
- R-1ぐらんぷり2009
- ハイパーソウル〜スーパーヒーロー参上〜

### MV
- UNCHAIN「Smile Again」（2013年6月5日公開）

### 書籍
- コロコロコミックにて連載予定、ヒーローバンク（セガ）の宣伝キャラクターとしてマネーマンZという名前で出演